# نصفي الكرة الأرضية القاري والمائي
نصفي الكرة الأرضية المائي والقاري هما نصفي الكرة الأرضية اللذان يحتويان على أكبر مجموع ممكن من مساحات اليابسة والمحيطات، على التوالي. حسب التعريف (بافتراض إمكانية تصنيف السطح بأكمله على أنه إما «أرض» أو «محيط»)، فإن نصفي الكرة الأرضية لا يتداخلان.
تختلف تحديدات نصفي الكرة الأرضية قليلاً. أحد التحديدات يضع مركز نصف الكرة القاري في 47°13′N 1°32′W / 47.217°N 1.533°W (في مدينة نانت (فرنسا)). يُعتبر مركز نصف الكرة المائي هو نقيض مركز نصف الكرة القاري، وبالتالي يقع مركز نصف الكرة المائي في 47°13′S 178°28′E / 47.217°S 178.467°E (بالقرب من جزر باونتي النيوزيلندية في المحيط الهادئ).

## توزيع المعالم الجغرافية
يحتوي نصف الكرة القاري على الغالبية العظمى من أراضي اليابسة في الكوكب (80.1 في المائة)، بما في ذلك معظم أمريكا الجنوبية وجميع آسيا تقريبًا (مع كون جنوب شرق آسيا البحري هو الاستثناء الوحيد الملحوظ). تقع إفريقيا وأوروبا وأمريكا الشمالية فقط داخل نصف الكرة الأرضية. ومع ذلك، حتى في نصف الكرة القاري، لا تزال مساحة المحيط تتجاوز مساحة اليابسة قليلاً (مع 53 بالمائة من المحيطات إلى 47 بالمائة من اليابسة). نصف الكرة القاري هذا مطابق تقريبًا لنصف الكرة الأرضية الذي يحتوي على أكبر عدد من البشر. يحتوي نصف الكرة الأرضية أيضًا على معظم المياه الداخلية للأرض، بما في ذلك بحر قزوين في أوراسيا والبحيرات الكبرى بأمريكا الشمالية والبحيرات الأفريقية الكبرى وبحيرة بايكال في سيبيريا.
لا يحتوي نصف الكرة الأرضية المائي إلا على خُمس مساحة اليابسة في العالم، بما في ذلك جزيرة إيستر، وهاواي، وجزر المحيط الهادئ، وجنوب شرق آسيا البحري، والجزء الجنوبي من شبه جزيرة الملايو، والطرف الجنوبي لشبه جزيرة الهند الصينية، وتايوان، وجزر نهر ريوكيو والمخروط الجنوبي للأمريكتين. تقع القارة القطبية الجنوبية وأستراليا وزيلانديا فقط داخل نصف الكرة المائي. تقسم بعض المصادر  الأرض إلى «أرض جافة» و«غطاء جليدي». توفر القارة القطبية الجنوبية معظم جليد الأرض في نصف الكرة الأرضية المائي.
يقع معظم المحيط الهادئ والمحيط الهندي، والمحيط الجنوبي بأكمله في نصف الكرة المائي. بشكل متناسب، يتكون نصف الكرة الأرضية المائي من حوالي 89 في المائة من المياه (معظمها يتعلق بالمحيط العالمي)، و 6 في المائة من اليابسة و5 في المائة من الغطاء الجليدي القطبي.
يوضح الجدول التالي تقديرات ألفونس بيرجيت لمساحة اليابسة في كل قارة في نصفي الكرة القاري والمائي.
| القارة             | مساحة نصف الكرة القاري كم 2 (ميل مربع)     | مساحة نصف الكرة المائي كم 2 (ميل مربع)    |
| ------------------ | ------------------------------------------ | ----------------------------------------- |
| أفريقيا            | 29,818,400 كيلومتر مربع (11,512,949 ميل2)  | 0 كيلومتر مربع (0 ميل2)                   |
| الأمريكتان         | 34,955,670 كيلومتر مربع (13,496,460 ميل2)  | 3,391,010 كيلومتر مربع (1,309,276 ميل2)   |
| أنتاركتيكا         | 0 كيلومتر مربع (0 ميل2)                    | 13,120,000 كيلومتر مربع (5,065,660 ميل2)  |
| آسيا               | 40,897,241 كيلومتر مربع (15,790,513 ميل2)  | 3,245,649 كيلومتر مربع (1,253,152 ميل2)   |
| أوقيانوسيا         | 0 كيلومتر مربع (0 ميل2)                    | 8,958,630 كيلومتر مربع (3,458,946 ميل2)   |
| أوروبا             | 9,732,250 كيلومتر مربع (3,757,643 ميل2)    | 0 كيلومتر مربع (0 ميل2)                   |
| إجمالي مساحة الأرض | 115,403,561 كيلومتر مربع (44,557,564 ميل2) | 28,715,289 كيلومتر مربع (11,087,035 ميل2) |